# Fernando de Herrera
Fernando de Herrera (ur. w 1534 w Sewilli, zm. w 1597 tamże) – hiszpański poeta i humanista.
Pisał poezje wzorowane na Petrarce, głównie ody. Posługiwał się formą sonetu i tercyny. Uważany jest za jednego z najważniejszych przedstawicieli hiszpańskiego Złotego Wieku. Nadano mu przydomek El Divino. Stworzył między innymi poematy La gigantomaquia i Amores de Lausino y Corona. Wydał też biografię Tomasza Morusa.
W 1580 roku Fernando de Herrera opublikował wiersze Garcilasa de la Vega. Własne dzieła, Algunas obras, wydał dwa lata później.